# Plešce
Plešce är en ort i Kroatien.   Den ligger i länet Gorski kotar, i den centrala delen av landet, 100 km väster om huvudstaden Zagreb. Plešce ligger 341 meter över havet och antalet invånare är 159.
Terrängen runt Plešce är huvudsakligen kuperad. Plešce ligger nere i en dal. Runt Plešce är det glesbefolkat, med 14 invånare per kvadratkilometer. Närmaste större samhälle är Delnice, 18,3 km sydost om Plešce. I omgivningarna runt Plešce växer i huvudsak blandskog.